# Nandlstadt
Nandlstadt är en köping (Markt) i Landkreis Freising i Regierungsbezirk Oberbayern i förbundslandet Bayern i Tyskland.